# Falcileptoneta inabensis
Falcileptoneta inabensis là một loài nhện trong họ Leptonetidae.
Loài này thuộc chi Falcileptoneta. Falcileptoneta inabensis được miêu tả năm 1982 bởi Nishikawa.